# Колупаєв Євген Федорович
Євге́н Фе́дорович Колупа́єв (нар. 29 вересня 1953, Бондя, Кіровська область, РРФСР) — український тренер з біатлону. Заслужений тренер України (1996). У 1993—2002 роках — старший тренер молодіжної збірної команди України з біатлону. У 2002—2010 роках головний тренер, а з 2010 року державний тренер збірної України з біатлону. Майстер спорту з біатлону, майстер спорту з лижних гонок, чемпіон СРСР з біатлону.

## Біографія
Народився 29 вересня 1953 року у селі Бондя, Кірово-Чепецького району, Кіровської області, РРСФР. 1972 року переїхав до України, вступив на спортивний факультет Київського державного інституту фізичного виховання і спорту, 1977 року його закінчив. У 1977—1994 роках тренер-викладач спортивного клубу «Схід» (Київ). Багатолітній тренер збірної команди України з біатлону.
Серед його вихованців олімпійські чемпіонки Олена Підгрушна, Валентина Семеренко і Вікторія Семеренко, призерки Олімпійських ігор Лілія Єфремова, Олена Петрова, призери чемпіонатів світу з біатлону Андрій Дериземля, Сергій Седнєв, Оксана Хвостенко, Оксана Яковлєва.
Євген Колупаєв входить до складу виконавчого комітету президії Федерації біатлону України.

## Нагороди
- Орден «За заслуги» III ступеня (2008)
- Орден «За заслуги» II ступеня (2021)
- Заслужений тренер України
- Заслужений працівник фізичної культури і спорту України
- Почесний працівник фізичної культури та спорту
- Почесна грамота Верховної Ради України